# 麒麟は一途に恋をする
『麒麟は一途に恋をする』（きりんはいちずにこいをする）は、志村一矢/著、椎名優/イラストのライトノベル。電撃文庫刊。同著者の『月と貴女に花束を』の時代設定及び世界観を引き継いでおり、前作の11年後が舞台になっている。同シリーズの外伝も掲載されている。全7巻。

## ストーリー
「血の聖夜」から11年後。人類の存亡を担う星獣・麒麟の国見遙は伴侶・春原麻由を守って戦っていた。人類を滅ぼそうとする東雲達と桜の妖魔。幾度となく襲われ、命の危機にさらされるが身を呈して麻由を助ける遙。遙を憎んでいた麻由もその想いに心を動かされ、愛し合うようになる。
東雲達がこの世を、この世界を壊すと決めた日は9月30日。最強の東雲達に遙は勝てるのか―――。

## 登場人物
国見遙（くにみ よう）
主人公の黒麒麟。20歳。麻由と11年前に病院で出会い、契約することで心臓の病気を治す。麻由のことをとても愛しており、敵であっても相手の心配をするほど心の優しい人物。料理が得意で喫茶店一角屋を営んでいる。最終戦で完全体となった桜の妖魔ユミルを黒麒麟に変化して倒す。その後3年間昏睡状態になるが、同じく昏睡状態であった国見柊弥が夢の中に現れ、生きることがお前の贖罪だと言い消えてしまう。柊弥の命をもらい目を覚ますが星獣の力は失われていてそれから一年半後に麻由と遥の子供が生まれる。名前は春香。
春原麻由（すのはら まゆ）
遥の伴侶。21歳。以前後天性の心疾患を患っていたが、遥に治してもらった。大学に落ちて専門学校に通っていたころに同じクラスメートの男性と二人で美術館に行ったのがきっかけで婚約者の男性と付き合いが始まる。だが結婚前日に恋人の男性が死んでしまう。遥と出会い最初は戸惑っていたが、妖魔との戦いを通じて遥に惹かれていく。遥が3年間の昏睡から目覚めてから1年半の間に個展も開くことができた様子。遥との間に女の子が生まれる。
国見亮（くにみ りょう）
遥の近衛。柚子の兄。26歳。仲間に対しては優しいが敵には容赦がなく、冷徹で蛍子の子供を誘拐し国見柊弥を殺すよう強要させる一面もある。方具を作る才能がある。麻由の婚約者が交通事故で死んだのは亮が手を下して殺したことが後でわかる。小鳥遊明良と戦い、桜の妖魔ユミルと星獣志摩の混合体と戦っていた遙と燐を救うべく方具でそれを殺し、その代償として命を落とす。
国見柚子（くにみ ゆず）
遥の近衛。亮の妹。16歳。国見の修行により喜怒楽哀を忘れていたが、遥によって取り戻すことができた。国見遙のためになら命を捨てる覚悟でいる。料理学校に通っていて遥が東雲十吾を倒した後は小鳥遊華音と和解 (?) 、一緒に遥が昏睡の間喫茶店一角屋を切り盛りし料理を担当する。遥が昏睡から目を覚ました後は駅前に2号店がオープンし小鳥遊華音が経理とウェイトレスを担当。
国見柊弥（くにみ しゅうや）
弥生の息子。19歳。麒麟。母を殺した遥を憎んでいる。だが実は正当防衛で弥生が遥を嫉妬のあまり殺そうとしたから殺してしまうがそのことを柊弥は知らない。蛍子と出会い、最初は毛嫌いしていたが、次第に惹かれていく。蛍子が東雲十吾に殺された後は東雲十吾に戦いを挑み勝利する。その後昏睡状態になり国見遙に命を与え消えてしまう。
国見早紀（くにみ さき）
亮の元妻で柊弥の元近衛。子供がいたが交通事故で死亡してしまう。が、葬儀の際涙を流さない夫をみて子供や自分に愛情がないんだと勘違いして亮を憎んでいる。でも亮は本当は二人ことを愛していたが国見の修行のせいで、喜怒楽哀を知らないだけだと後でわかる。
国見紫乃（くにみ しの）
国見最強の方術師。300年生きているがある理由から本拠地から動くことができない。先代の麒麟に恋するが別の女性を選んだため諦める。数年後、妖魔が国見を襲撃し先代の麒麟とその妻、もう一人の近衛が死んでしまう。そのため一族立て直しのために一族を強くするためと一族同士の血を濃くするために政略結婚を行うようになる。300年生きているのは禁術により土地の霊脈を使い次の麒麟を守護の為に強力な方具を生み出す為。そして自らの体を使って長い年月を費やす必要があるため。最後は最強の方具を亮に渡して亡くなる。
国見葉月（くにみ はづき）
遥の母。遥の父親を好きになり遥の父親が彼女を選ぶ。遥の父親は弥生によって仕組まれた方具の暴発事故で死んでしまう。
国見弥生（くにみ　やよい）
柊弥の母。葉月とは姉妹同然の仲の良さであったが遥の父親に恋をするが彼が葉月を選んだために諦める。が、幹部から嫁候補として葉月と戦い、勝ったほうが遥の父親の妻になると言われる。女として葉月に負けたくないと猛修行するが敗ける。その後別の男性と政略結婚するが、その男性が葉月に好意を抱いていてそのたびに葉月と比べられていた。そんな状況に耐えきれず遥の父親と柊弥の父親を事故に見せかけて殺してしまう。そして息子より優れた遙を憎み、妖魔と殺そうとしたが逆に遙によって殺されてしまう。
小鳥遊明良（たかなし あきら）
星獣・鳳凰。華音の兄。妹思いだが昔世話をしてくれたある盲目の女性との約束により妹を守っている。最終戦で国見亮と戦い、片腕をなくす。華音と合流後東雲十吾の放った流れ弾の放から華音をかばい死亡。
小鳥遊華音（たかなし かのん）
星獣・鳳凰。明良の妹。16歳。かって母親を焼き殺してしまい、一族から危険視されるが鳳凰という事も会って軟禁状態にあった。世話してくれた国見の男性により人間性を形成するが、その男性が華音をつれて一族から逃げようとしたため、処刑される。数年後処刑されたことを知り一族を殺し、出奔する。東雲十吾の仲間でいるときは柚子とよく戦う機会があった。一時は記憶喪失になり、柚子によくしてもらった。が、小鳥遊明良によって記憶を取り戻す。最終決戦の日、柚子と戦うかトドメをささずに助ける。遥が桜の妖魔ユミルを倒した後は柚子と和解 (?) 喫茶店の一角屋で華音が経理とウェイトレスを担当。遥が昏睡から目を覚ました後一年半年後には駅前に2号店をオープンしている。
志摩 薫(しまかおる)
星獣・蛟。女を殺すことに快楽をおぼえている。『色』の良い女を探して殺す。麻由をさらって遙に大怪我させられる。東雲によってユミルと合成させられ亮と燐と遙に殺される。
東雲十吾（しののめ じゅうご）
星獣・九頭竜。戦闘狂。前作登場する獣族の長　桜と同格の強さを誇る。16年前に桜に戦いを挑むが未熟のため敗れてしまう。そのため霊脈の力を使い桜に挑もうとするが既に桜は倒されておりより強者を求めて素質のありそうなものに戦いを挑む。最終戦では柊弥と戦い敗北する。瀕死の状態の際、桜の妖魔ユミルに霊力を吸収され、消滅。
水瀬蛍子（みなせ けいこ）
柊弥の恋人。弥生の又いとこ。国見の方術士だったが、才能が皆無なため12歳で国見の家を追い出される。子供が一人いるが亮に誘拐されて 国見柊弥を殺すよう強要されるが柊弥を覚醒させるために東雲十吾に殺される。
九条政宗(くじょうまさむね)
妖術師。『院』に囚われている。静華に殺された父の仇を取ろうと復讐したが、直純に敗ける。そして、今度は直純に復讐するため自我を壊して脱出。直純を襲うが返り討ちにあい、死亡。
都築由花（つづき ゆか）
直純の兄弟弟子。元獣聖候補。21歳。銀狼で雷を使う。功刀直純と婚約している。いるかが好きで、本人曰く『いるかと結婚してもいいくらい』、『いるかを見ないとご飯が食べられない』。五堂恭市の命令により遥と麻由の護衛をするために派遣されるが戦士としての自覚がないと直純に言われ、3年ぶりにパリから戻ってきた佐和山安曇に修行をつけてもらう。最終戦では駆けつけた功刀直純と二人でアヌビスとバテストの両名と戦い勝利する。のちに結婚、男の子が生まれ名前は直道。
功刀直純（くぬぎ なおずみ）
獣聖のひとり。22歳。赤狼で炎を操る。由花の婚約者。五堂恭市の命令により遥と麻由の護衛をするために派遣される。アヌビスとバテストに羽山学と本庄まどかが殺され、一月程酒浸りの生活を送るが、羽山学の遺品の日記を読み前に進む決意をする。最終戦では東京の対妖魔の指揮官として行動するが別の者に指揮権を預けて由花の元へと駆けつけアヌビスとバテストの両名と戦い勝利する。最終戦後結婚、男の子が生まれ名前は直道。
五堂恭市（ごどう きょういち）
獣族の長。引退していたが桜が死んだことと院の立て直しのため幹部や周囲の意見により就任する。昔、獣聖を束ねていたこともある。南原鷹秋、柚本真矢,月森静馬、月森静華、功刀直純、佐和山安曇の師。詳しくは月と貴女に花束を参照。
南原鷹秋（なんばら たかあき）
人狼で灰狼で能力はなし。獣聖の一人で妹がいる。5年ほど前に獣聖に選ばれる。桜の妖魔を倒していた燐と出会い一目ぼれする。何度か一緒に戦う機会があり桜の妖魔がすべて消滅したことを確認後燐と結婚し現在はスポーツジムのインスラクターをしており燐との間に一人娘が生まれている。最終戦では対妖魔都市防衛戦で横浜の師団長を任される。
燐
香沙薙の一族の女性。霊力に恵まれた特殊な一族の唯一の生き残り。未来視を持っており、その実力は獣聖を上回る。獣族の長　桜の傀儡としてたくさんの人を殺めた。桜によって老いない術を幾重も掛けられたため、もう200年ほど生きている。でも、桜が倒された後桜が作った妖魔（桜の妖魔）を始末することで過去の贖罪としている。桜の妖魔を倒している最中に南原鷹秋と出会う。その後桜の妖魔が完全に消滅したことを確認した後南原鷹秋のプロポーズを受ける。院には所属していないが五堂恭市の要請により遥と麻由の護衛をする。
佐和山安曇（さわやま あずみ）
元獣聖で水を操る水狼の19歳。わずか13歳で獣聖になるが現在は院をやめてパリでパティシエの勉強をしている。由花の修行に少しつきあっていたこともあった。功刀直純のことが好きだったみたいだが2人の仲を見て諦め最終戦では対妖魔都市防衛線で福岡の任務につく。
弓削ちはや
28歳で鳥人族で二刀流。自称戦うウェイトレス。南極大陸横断したり、インドで1ヶ月間断食するなど無茶な修行をする。最終戦では対妖魔都市防衛戦で札幌で師団長として指揮を執る。
羽山学（はやま まなぶ）
まどかの幼馴染。翠狼の少年。15歳。功刀直純の弟子。バテストと戦い殺される。　
本庄まどか（ほんじょう まどか）
学の幼馴染。赤狼の少女。15歳。功刀直純の弟子。バテストと戦い殺される。　
白嶺美夜（しらね みや）
星獣・白澤。ユミルに妖魔にされてからは、セメクトという名。最終戦で人間としての記憶を取り戻し、贖罪のために自分を妖魔にした桜の妖魔ユミルと戦うが殺される。
白嶺岳人（しらね たけひと）
美夜の近衛。ユミルに妖魔にされてからは、アヌビスという名。人間だったころの記憶がある。セクメト(美夜)をかばって功刀直純と都築由花に敗れる。
白嶺絵里（しらね えり）
美夜の近衛。ユミルに妖魔にされてからは、バテストという名。人間だったころの記憶がある。セクメト(美夜)をかばって功刀直純と都築由花に敗れる
桜の妖魔ユミル
月と貴女に花束をで登場した獣族の長、桜が作り出した妖魔で、妖魔を何百匹合成させ生まれた究極の妖魔。相手の霊力を吸収することで強くなり東雲十吾達が管理していた。変化自在の姿をとることができて、最終では少女の姿をしている。瀕死の状態の東雲十吾から霊力を吸収して完全体になる。完全体の姿は獣族の長、桜に酷似しており妖魔では最強クラス。だが地球の痛みで最強となった遥（黒麒麟）によって倒される。

## 用語
妖魔（ようま）
桜が生み出したものや古来から住み着いているものなど多数。人肉を食うタイプや精気を吸うタイプがいる。
星獣（せいじゅう）
人類の行く末を担う者。伴侶を得ることで不死身になる。が、伴侶が死ぬと不死身でも死ぬ。
麒麟（きりん）
慈愛の星獣。故に殺生が出来ない。傷つければその痛みは己に返り、殺せば想像を絶する苦痛が心身を苛む。
鳳凰（ほうおう）
火を司る星獣。
蛟（みずち）
人の心を色として見ることが出来る。あらゆるモノを吸収出来る。
九頭竜（くずりゅう）
星獣の中で最強の星獣。地球の霊脈に干渉出来、無尽蔵に霊力を吸収出来る。
白澤（はくたく）
麒麟と同じ仁獣。
近衛（このえ）
麒麟を守護する役目をもつ人間、国見一族でも実力のあるものが担う。
星の子（ほしのこ）
麒麟と契約した伴侶との間に生まれた子供で300年ごとに地球の代わりに人類の存続を判断するために使わされる子供。ただし星の子が生まれない場合無条件で人類は滅亡するらしい。仮に生まれても人類に生きる価値がないと判断されたら滅亡は避けられない。　先代を含めても人類の滅亡が判断されたがなぜか現代でも滅亡は回避されている。
獣人（じゅうじん）
姿を獣へと変えることのできる種族。鳥人族や人狼族など、様々な種がある。男性の場合は一部を、女性の場合は全身を変身できる場合が多い。その全てが獣気を持つ。『院』によって管理されている。
獣聖
獣人の中でも実力のあるものがなれる、年齢性別を問わず、長や幹部に認められたものが、獣聖と戦いその内容によって合否が決まる。勝敗は関係なく、そのほか妖魔との戦いで認められることもある。
現在は獣聖は判明してるだけで一族の長を除き 7人いる。現在は橘晴海　功刀直純　南原鷹秋　柚本真矢　弓削ちはやが獣聖として判明。月と貴女に花束remainだと佐和山安曇　御陵行人　神宮寺雛子が追加される。
『院』
獣人を束ね、管理する事を目的に作られた組織。人間社会に被害をもたらす獣人「ヨゴレ者」の排除や魔物の退治などを行っている。秩父と奈良の二カ所にあり、本山は奈良にある。
方術（ほうじゅつ）
- 放（ほう）

方術のひとつで、霊力を相手にむかって放つこと。
- 発（はつ）

方術のひとつで、霊力を直接相手にぶつけること。
- 硬（こう）

方術のひとつで、体を硬くすること。ダイアモンドより硬いという。
- 鋼（こう）

方術のひとつで、体を強化すること。
- 招（しょう）

方術のひとつで、術をかけた物を手元にひきよせること。
- 創（そう）

方術のひとつで、霊力を具現化すること。
- 焔（えん）

方術のひとつで、対象物を焼くこと。
- 壁  (へき)

方術のひとつで防御結界を展開すること。
- 方具（ほうぐ）

方術士が使う道具のこと。
- 桜花（おうか）

方術士の女性を母体として作られる禁断の霊剣。
極光（きょっこう）
遥が使っている槍。
屠竜（とりゅう）
柚子が使っている大太刀。ある龍人霊力が宿っている。
秋水（しゅうすい）
亮が使う指輪。戦斧・弓・剣・破滅の四つに形をかえる。だが秋水を使用するには、自らの五感を遮断しなければいけない。それはランダムに決められるが、亮が遮断したことがあるのは『味覚』、『聴覚』、『触覚』だけ。
連山（れんざん）
亮が作り出した竜脈を遮断する方具。

## 既刊一覧
- 『麒麟は一途に恋をする』 ISBN 4840226059
- 『麒麟は一途に恋をする (2)』 ISBN 4840227535
- 『麒麟は一途に恋をする (3)』 ISBN 4840229376
- 『麒麟は一途に恋をする (4)』 ISBN 4840231303
- 『麒麟は一途に恋をする (5)』 ISBN 4840233128
- 『麒麟は一途に恋をする (6)』 ISBN 4840235236
- 『麒麟は一途に恋をする (7)』 ISBN 4840236399